# Meeting de Spa
Le Meeting de Spa est la première compétition automobile de Belgique, qui eut lieu du 10 au 12 juillet 1896 à Spa. Elle fut organisée par l'Automobile club de Belgique.

## Organisation
Le meeting présente plusieurs épreuves dont :
- Un défilé de démonstration.
- Une course de côte de 12 km, de Barisart au sud de Spa à l'avenue du Marteau au nord. Il faut faire trois fois l'aller-retour de 4 km (en pente douce avec cinq virages).
- Un concours d'adresse.

## Exposition
Le vendredi 10 juillet à 10 h, la reine des Belges, la princesse Clémentine, le prince Albert, la comtesse Limnander, le baron Goffinet et le colonel Yungbluth inaugurent l'exposition des huit voitures.

## Départ
Le samedi 11 juillet, le départ de la course est donné toutes les 2 minutes.

## Résultats
- Automobiles :

| Classement | Pilote                    | Voiture                                    | Temps réel      | Vitesse moyenne | Temps compensé | handicap (poids/puissance) |
| ---------- | ------------------------- | ------------------------------------------ | --------------- | --------------- | -------------- | -------------------------- |
| 1re        | Albert Laumaillé (Nice)   | vis-à-vis 4 places Peugeot/Daimler à pneus | 26 min 22 s 2/5 | 27,36 km/h      | 24 min 58 s    | 1 min 30 s                 |
| 2e         | Rossel (Lille)            | vis-à-vis 4 places Daimler à pneus         | 26 min 59 s 1/5 | 27,00 km/h      | 25 min 59 s    | 1 min                      |
| 3e         | Baron Duquesne (Monaco)   | Duc 2 places Daimler pneus plein           | 28 min 17 s 4/5 |                 | scratch        |                            |
| 4e         | Ch. Cranincks (Bruxelles) | Duc 2 places                               | 32 min 47 s 1/5 |                 | 30 min 47 s    | 2 min                      |
| 5e         | Baron de Zuylen (Paris)   | victoria 4 places                          | 34 min 57 s     |                 | 30 min 57 s    | 4 min                      |
| 6e         | Wierboom (Bruxelles)      | 2 places                                   | 37 min 59 s 2/5 |                 | 36 min 29 s    | 1 min 30 s                 |

M. Vivinus (Bruxelles) a abandonné.
- Tricycles :

Baron de Zuylen sur un tricycle De Dion-Bouton en 23 min 19 s.